# YBC 7289
YBC 7289 és una tauleta d'argila babilònia que presenta la particularitat de contenir una aproximació sexagesimal precisa de l'arrel quadrada de 2, és a dir, la longitud de la diagonal d'un quadrat unitari. El nombre en qüestió té un grau de precisió equivalent a sis dígits decimals, «la millor precisió computacional coneguda […] del món antic». Es creu que la tauleta pertanyé a un estudiant del sud de Mesopotàmia que visqué entre el 1800 i el 1600 aC. Fou cedida a la Yale Babylonian Collection per J.P. Morgan el 1909.

## Contingut
A la tauleta s'hi veu representat un quadrat amb les dues diagonals. Un costat del quadrat està identificat amb el nombre sexagesimal 30, i la diagonal del quadrat està identificada amb dos nombres sexagesimals. El primer d'aquests dos, 1;24,51,10 representa el nombre 305.470/216.000 ≈ 1,414213, una aproximació numèrica de l'arrel quadrada de dos que se'n desvia per menys d'una part entre dos milions. El segon dels dos nombres és 42;25,35 = 30.547/720 ≈ 42,426; aquest nombre és el resultat de multiplicar 30 per l'aproximació donada de l'arrel de dos i aproxima el valor de la longitud de la diagonal d'un quadrat de costat 30.
Com que la notació babilònia sexagesimal no indicava quin valor de posició posseïa cada dígit, una interpretació alternativa podria ser que el nombre del costat del quadrat fos 30/60 = 1/2. Segons aquesta interpretació, el nombre de la diagonal seria 30.547/43.200 ≈ 0,70711, una bona aproximació numèrica de 1/√2, és a dir, la longitud de la diagonal d'un quadrat de costat 1/2, de la qual també se'n desvia menys d'una part entre dos milions. David Fowler i Eleanor Robson denoten que «per tant, tenim una parella recíproca de nombres amb una interpretació geomètrica…»; també precisen que, mentre que la importància de parells recíprocs en les matemàtiques babilòniques fa que aquesta interpretació sigui atractiva, hi ha raons per a mantenir l'escepticisme.
El revers de la tauleta està parcialment esborrat, però Robson creu que conté un problema similar que té a veure amb la diagonal d'un rectangle els dos costat i la diagonal del qual mantenen una proporció 3:4:5.

## Interpretació
Malgrat que YBC 7289 sol ser presentada, com a la foto, amb el quadrat orientat diagonalment, les convencions estàndard babilòniques per a dibuixar quadrats haurien mostrat el quadrat amb els seus costats verticals i horitzontals, amb el costat numerat a dalt. La forma petita i rodona de la tauleta i la inscripció gran que conté suggereixen que era una «tauleta manual» d'un tipus que s'utilitzava normalment per fer esborranys; l'estudiant la podia aguantar amb la palma de la mà, i segurament hauria copiat el valor sexagesimal de l'arrel quadrada de dos d'una altra tauleta. Un procediment iteratiu per calcular aquest valor es pot trobar en una altra tauleta babilònica, BM 96957 + VAT 6598.
La importància matemàtica de YBC 7289 fou reconeguda per primer cop per Otto E. Neugebauer i Abraham Sachs el 1945. La tauleta «demostra la millor precisió computacional coneguda obtinguda en qualsevol lloc del món antic», equivalent a sis dígits decimals de precisió. D'altres tauletes babilònies inclouen el càlcul d'àrees d'hexàgons i heptàgons que contenen l'aproximació de nombres algebraics més complicats com, per exemple, √3. El mateix nombre √3 també es pot utilitzar en la interpretació de certs càlculs de l'antic Egipte referents a les dimensions de les piràmides. Tanmateix, la major precisió numèrica dels nombres de YBC 7289 deixa molt clar que són resultat d'un procediment general per a calcular-los més que no pas d'una estimació.
La mateixa aproximació sexagesimal de √2, 1;24,51,10, fou utilitzada molt més tard pel matemàtic grec Claudi Ptolemeu al seu Almagest. Ptolemeu no explicà d'on provenia aquesta aproximació; es pot suposar que ja era àmpliament coneguda al seu temps.

## Procedència i preservació
Es desconeix de quina zona de Mesopotàmia prové YBC 7289, però la seva forma i escriptura fan que sigui probable que fos creada al sud d'aquesta regió en algun moment entre el 1800 i el 1600 aC. La Universitat Yale l'adquirí el 1909 com una donació provinent de J.P. Morgan, que havia reunit moltes tauletes babilònies; el seu llegat es convertí en la Yale Babylonian Collection. A Yale, l'Institute for the Preservation of Cultural Heritage n'ha produït un model digital que es pot imprimir en 3D.